# Цумштейн (каталог марок)
«Цумште́йн» (нем. Zumstein) — каталог почтовых марок Европы, издаваемый ежегодно с 1909 года на немецком и французском языках в Берне (Швейцария) филателистической фирмой «Цумштейн»[≡].

## Описание
В настоящее время каталог состоит из четырёх томов:
- I. Северная Европа — скандинавские страны, Бельгия, Люксембург, Нидерланды, Великобритания, Ирландия, Исландия, Гибралтар, Мальта и Кипр.
- II. Центральная Европа — Швейцария, Лихтенштейн, Германия (включая ГДР и Западный Берлин), Франция, Монако, французская почта Андорры, Австрия и европейские отделения ООН.
- III. Южная Европа — страны средиземноморского бассейна (включая также страны бывшей СФРЮ, Сан-Марино, Ватикан и Турцию), Португалия, Андорра (испанская и французская).
- IV. Восточная Европа — Россия, СССР и бывшие советские республики, Польша, Чехия (Чехословакия), Словакия, Венгрия, Румыния, Болгария, Албания.

Названия стран расположены по алфавиту. Гибралтар, Мальта и Кипр включены в том «Северная Европа» в качестве настоящих и бывших владений Великобритании. То же самое можно сказать и о французской почте в Андорре, каталогизация марок которой даётся дважды. Каталог одновременно является и прейскурантом фирмы. «Цумштейн» не является специализированным каталогом, однако в нём имеются данные о сортах бумаги, вариантах перфорации, цвета и т. д., а также различные предупреждения о возможности растворения красок в воде, бензине, о воздействии на них света, клея и прочее.
Марки России даются с вариантами положения водяных знаков, перфорации, приводятся перевёрнутые центры, фон. Указаны все марки-деньги (без собственных номеров). После марок государственной почты страны рассматриваются выпуски русской почты в Китае и Османской империи, а также марки Вендена (ныне Цесис) и местные выпуски периода гражданской войны.
Есть свои особенности в каталогизации выпусков Швейцарии. Второй том — «Центральная Европа» начинается со знаков почтовой оплаты этой страны: стандартные и памятные марки, марки печатающих автоматов, авиапочтовые, почтово-благотворительные и памятные с дополнительным номиналом на благотворительные цели. Затем следуют служебные марки — для нужд федерального правительства, Лиги Наций, для Международной организации труда, Международного бюро образования, Всемирной организации здравоохранения, Европейского отделения ООН и другие. Завершают раздел доплатные и марки освобождения от почтового сбора, франко-ярлыки и телеграфные марки.

## История
В 1905 году молодой коллекционер Эрнст Цумштейн (Ernst Zumstein; 1880—1918) основал в Берне филателистическую фирму и вскоре начал издавать небольшой бюллетень под названием «Филателистические биржевые новости» (Philatelistische Börsennachrichten). Затем он выпустил справочник по почтовым маркам Швейцарии, а в 1909 году — первый каталог марок Европы, завоевавший популярность в разных странах мира.